# Crocidura vorax
Crocidura vorax és una espècie de mamífer de la família de les musaranyes (Soricidae) que viu a l'Índia, Laos, Tailàndia, el Vietnam, la Xina i, possiblement, Myanmar.
Les seves principals amenaces podrien ésser l'expansió agrícola, l'extracció de fusta, els assentaments humans i la tala de boscos.